# Буздохањ
Буздохањ је насељено место у саставу општине Чавле у Приморско-горанској жупанији, Република Хрватска.

## Историја
До територијалне реорганизације у Хрватској налазио се у саставу старе општине Ријека.

## Становништво
На попису становништва 2011. године, Буздохањ је имао 1.517 становника.

## Попис1991.
На попису становништва 1991. године, насељено место Буздохањ је имало 1.202 становника, следећег националног састава:
| Попис 1991.‍   | Попис 1991.‍  | Попис 1991.‍ | Попис 1991.‍ | Попис 1991.‍ |
| ------------- | ------------ | ----------- | ----------- | ----------- |
|               |              |             |             |             |
| Хрвати        | Хрвати       |             | 949         | 78,95%      |
| Срби          | Срби         |             | 93          | 7,73%       |
| Муслимани     | Муслимани    |             | 39          | 3,24%       |
| Југословени   | Југословени  |             | 25          | 2,07%       |
| Словенци      | Словенци     |             | 19          | 1,58%       |
| Русини        | Русини       |             | 7           | 0,58%       |
| Мађари        | Мађари       |             | 2           | 0,16%       |
| Македонци     | Македонци    |             | 1           | 0,08%       |
| неопредељени  | неопредељени |             | 28          | 2,32%       |
| регион. опр.  | регион. опр. |             | 15          | 1,24%       |
| непознато     | непознато    |             | 24          | 1,99%       |
| укупно: 1.202 |              |             |             |             |